# Medeski Martin & Wood
Medeski Martin & Wood (eller MMW) är en amerikansk jazztrio som skapades 1991, bestående av John Medeski på keyboards, Billy Martin på trummor och percussion och Chris Wood på kontrabas och elbas.

## Bakgrund
Bandmedlemmarna blev presenterade för varandra genom jazztrummisen Bob Moses, som hade framträtt med både John Medeski och Chris Wood, och var Billy Martins undervisare. Medeski Martin & Woods första framträdanden var på Village Gate, en populär jazzklubb i New York. I början var de en akustisk jazztrio men Medeski lade snabbt till en hammondorgel när svårigheterna med att turnera med ett piano blev uppenbara. Deras första album, Notes from the Underground, är ett album enbart runt deras akustiska period. På alla efterföljande album visar Medeskis användning av breda varianter på keyboards, inklusive en mellotron, en melodica, och en klavinett, med mera. Chris Wood undvek elbasen helt på MMW:s första tre album och fortsätter att använda sig mer av kontrabasen på album och under liveframträdanden. Deras tidigare album innehåller en mer soul jazz-stil vilket är det primära temat på deras kända album Shack-man från 1996.
Medeski Martin & Woods liveframträdanden är berömda för deras utforskande natur. Deras konserter brukar innehålla förlängda improvisationer, som är både rytmiskt och tonalt, en aspekt på deras musikerskap som är sällan inspelade i en studio. De gjorde även en tillfällig akustisk turné. Deras album Tonic är ett exempel på deras moderna akustiska framträdanden. De har även gjort korta turnéer som helt bygger på improviserade framträdanden, en bedrift som en del musiker inte skulle föredra. Dessa konserter brukar bestå av två improvisationssatser i följd av en låt från ett av deras album som extranummer.
Bandet fick något av deras första betydelsefulla exponering utanför jazzscenen i New York där de framträdde med Phish, på en konsert den 14 oktober 1995, vilket ledde till att bandet fick en association som ett jamband. Biografi rollingstone.com
1997 förekom MMW på John Scofields album A Go Go och det hjälpte dem att utveckla sin exponering. 2006 återupptog bandet samarbetet med Scofield och gav ut skivan Out Louder under namnet Medeski Scofield Martin & Wood. Detta var det första albumet som gavs ut på bandets eget skivbolag, Indirecto Records.
Deras låt "End of the World Party" förekom i den succéfyllda TV-serien Grey's Anatomy och låten kan hittas på TV-seriens soundtrack.
John Medeski och Billy Martin har även ett sidoprojekt vid namn Mago. De framträdde på 2007 års Bonnaroo Music Festival.Bonnaroo 2007 Lineup

## Diskografi
- 1992 – Notes from the Underground
- 1993 – It's a Jungle in Here
- 1995 – Friday Afternoon in the Universe
- 1996 – Shack-man
- 1997 – Farmer's Reserve
- 1997 – Bubblehouse
- 1998 – Combustication med sången Nocturne
- 1999 – Combustication Remix EP
- 1999 – Last Chance to Dance Trance (Perhaps)
- 2000 – Tonic
- 2000 – The Dropper
- 2001 – Electric Tonic
- 2002 – Uninvisible
- 2004 – End of the World Party (Just in Case)
- 2006 – Note Bleu: Best of the Blue Note Years 1998–2005
- 2006 – Out Louder — Medeski Scofield Martin & Wood